# Benzonatato
El benzonatato es un antitusivo derivado de cadena larga, químicamente relacionado con anestésicos de la clase del ácido p-aminobenzoico, como la procaína y la tetracaína y, como tales, produce anestesia en caso de que la sustancia entre en contacto con mucosas. Se puso en el mercado en 1958.

## Descripción
El benzonatato es un líquido claro, de color amarillo pálido y viscoso que tiene un ligero olor característico. Es soluble 1 en menos de 1 de agua, de alcohol, de cloroformo y de éter; libremente soluble en benceno. Debe almacenarse en contenedores herméticos, protegido de la luz. En su estructura, posee una cadena lateral de nueve unidades etoxi.
La etiqueta del fabricante afirma que su peso molecular es de 603.7419 g/mol; sin embargo, el estándar de referencia para el benzonatato, disponible en la farmacopea de los Estados Unidos, es una mezcla de compuestos n-etoxi análogos con un peso molecular promedio de 612.23 g/mol.

## Uso indicado
El benzonatato se usa en casos de tos seca (que no produce secreciones) y es una alternativa a la codeína, ya que no es narcótico. Su acción comienza en veinte minutos y tiene una duración de 3-8 horas.

## Modo de acción
El fármaco actúa periféricamente anestesiando los "receptores de la tos" localizados en las vías respiratorias, pulmones y pleura, amortiguando de este modo su actividad y reduciendo, por tanto, el reflejo de la tos.

## Metabolismo
El benzonatato se hidroliza rápidamente en el metabolito principal, el ácido 4-(butilamino) benzoico (BABA), junto con los éteres monometílicos de polietilenglicol correspondientes mediante la enzima butirilcolinesterasa plasmática.

## Uso en embarazo y lactancia
Embarazo
No hay estudios en humanos disponibles en los que basar una evaluación de los efectos adversos del feto. Se recomienda una vigilancia estricta con la administración de estos productos durante el embarazo y la lactancia.
Lactancia
No hay información disponible.

## Precauciones
Se ha informado de una sobredosis de benzonatato en niños menores de 2 años (la edad mínima es diez años de edad) luego de la ingestión accidental 1 o 2 perlas (su forma farmacéutica). Las personas que experimentan una sobredosis de benzonatato pueden mostrar inquietud, temblores, convulsiones, coma y paro cardíaco. Los signos y síntomas por sobredosis pueden ocurrir rápidamente después de la ingestión (dentro de 15-20 minutos). Se han reportado muertes en niños a las pocas horas de la ingestión accidental. Esto ocurre principalmente porque los niños pequeños mastican la perla en la creencia de que son dulces. Estos eventos obligaron al laboratorio fabricante a colocar una etiqueta de advertencia.